# In Yosemite

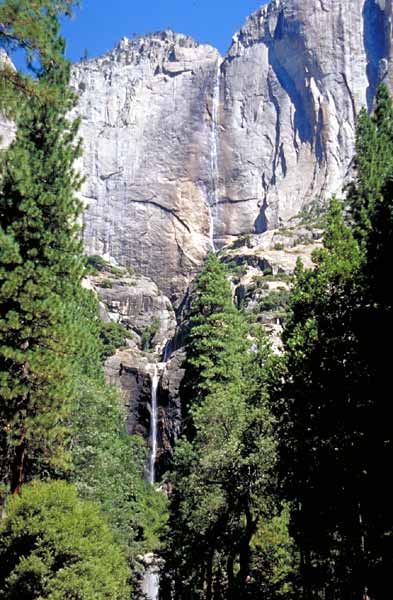
Wodospady w dolinie Yosemite

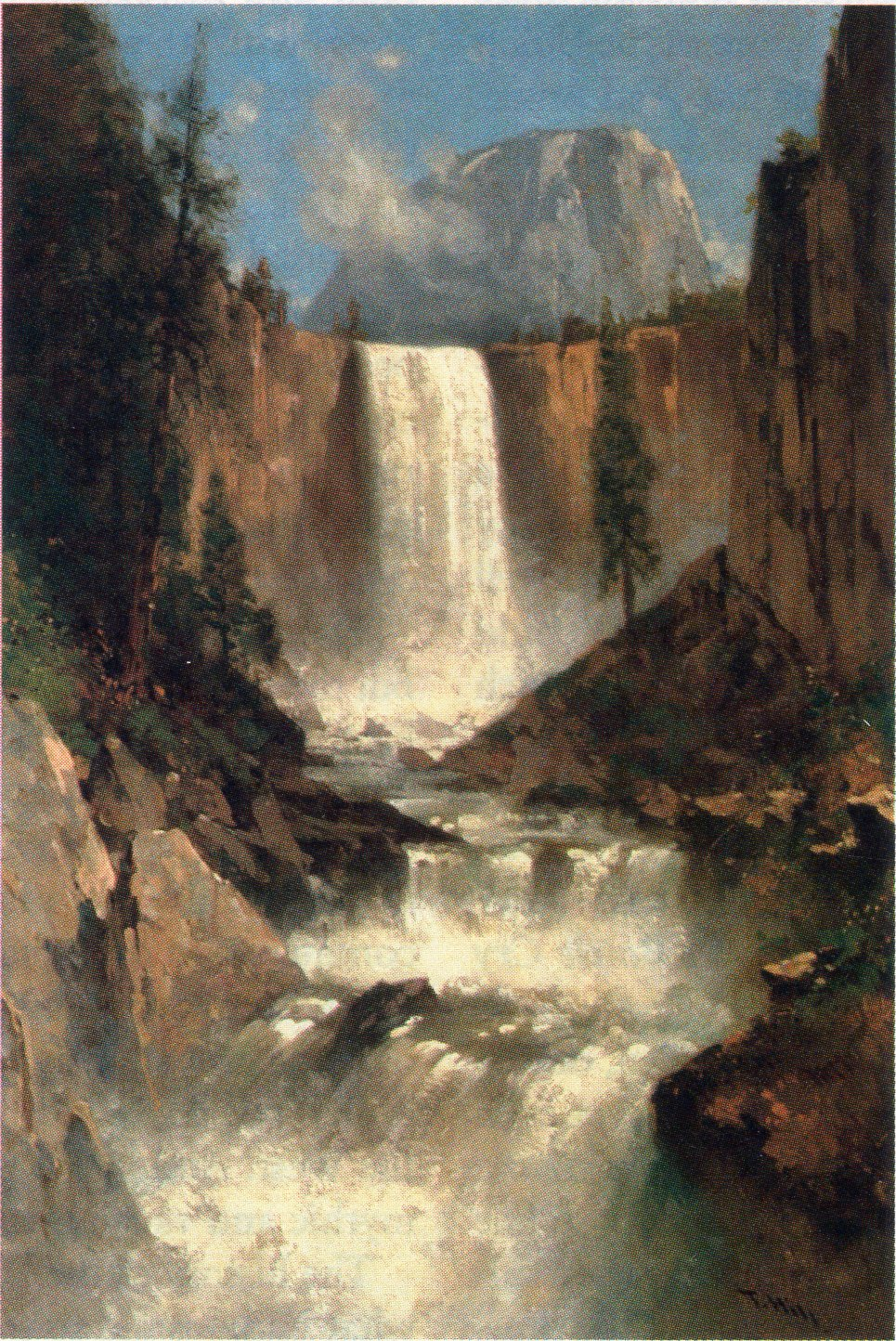
Thomas Hill, Wodospady Vernal

In Yosemite – poemat amerykańskiego poety, oficjalnego poety-laureata stanu Kalifornia Henry’ego Meade’a Blanda, ogłoszony w tomie In Yosemite and Other Poems, wydanym w roku 1920. Utwór był przedrukowany w zbiorze Sierran Pan, and Other Poems, with a Christmas Memory z 1922. Jest napisany dziewięciowersową strofą spenserowską. Poświęcony jest malowniczej dolinie Yosemite. Przyjaciel autora, znany w tym czasie literat Edwin Markham, napisał o poemacie: In Flight Across Oregon, May, Nineteen Twenty-one, I have read Henry Meade Bland’s poem on Yosemite with keen interest. It contains some lines that have true beauty; other lines that are marches of mystic music. It is the most elaborate poem ever written on the marvellous valley. Opinia Markhama znalazła się we wspomnianym zbiorku Sierran Pan, and Other Poems.
Because there is a rosy memory
Of stream and flower and a face divine
Woven with high crag and lilied lea,
I, Inno, Child of the Dawn and the White Sunshine,
Write these soft rhymes and dare to call them mine.
Now in sweet fancy am I again a boy,
And lose myself among the ancient pine,
Climbing the highest cliff in silent joy,
Lorn as lorn Paris driven by Fate from song-built Troy.
O Yosemite Valley pisali też inni poeci Edna Dean Proctor, Joaquin Miller, również bliski znajomy Blanda, i George Sterling.